# Lăng lính Nam Tư tại Olomouc

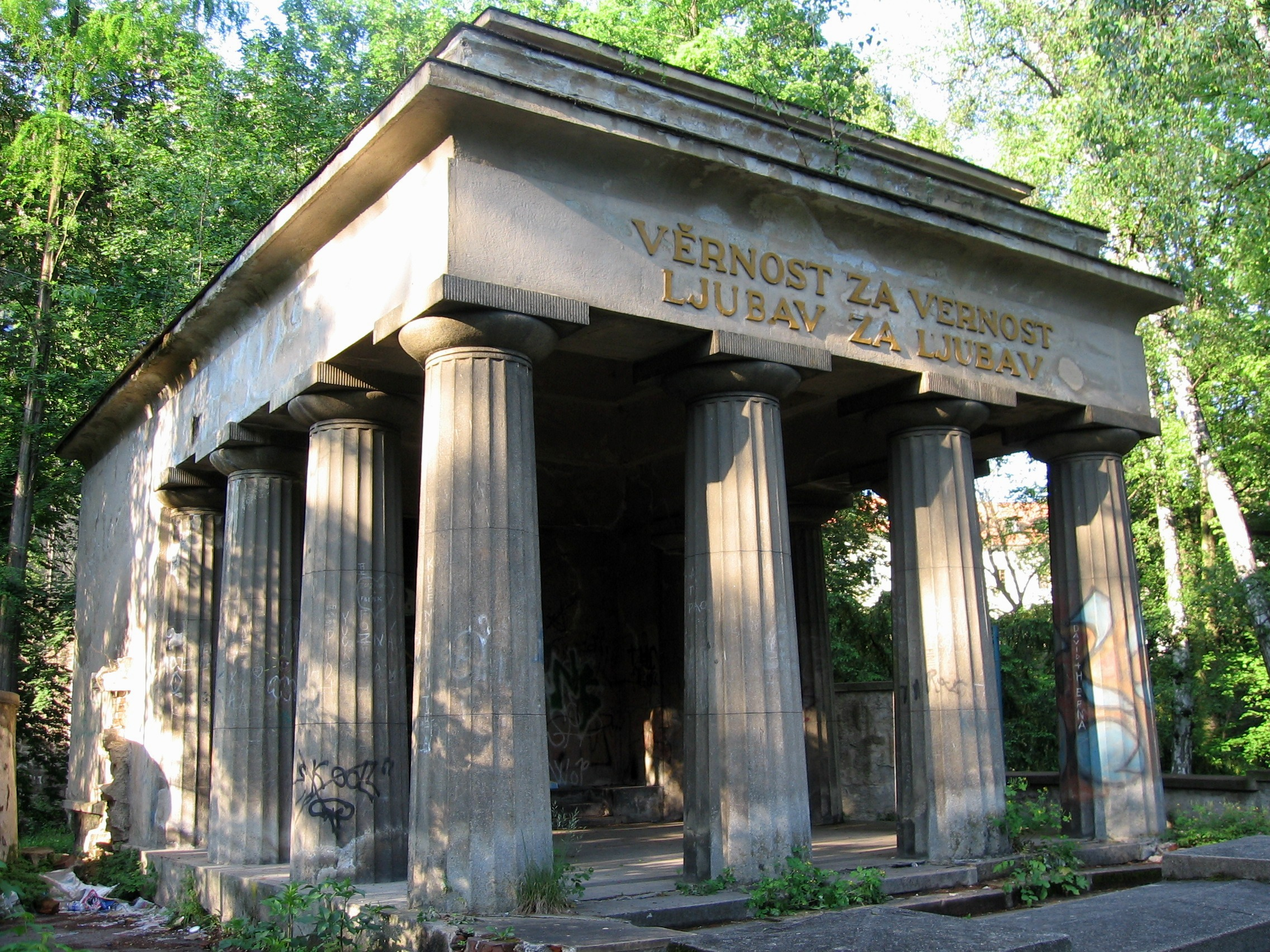
Lăng chôn cất hài cốt của những người lính Nam Tư tại Olomouc

Lăng lính Nam Tư là một nhà nguyện theo kiến trúc Tân cổ điển, chứa hài cốt của lính Nam Tư thiệt mạng trong Chiến tranh thế giới thứ nhất. Liên đoàn Tiệp Khắc-Nam Tư xây dựng lăng vào năm 1926 tại Công viên Bezruč, Olomouc, Tiệp Khắc (nay là Cộng hòa Séc). Người thiết kế nhà nguyện là kiến trúc sư Hubert Aust. Lăng mộ thuộc sở hữu của Nam Tư cho đến khi nhà nước này tan rã. Ngày nay lăng bị hư hại nhưng việc cải tạo gặp nhiều khó khăn vì quyền tài sản không rõ ràng.

## Nét đặc trưng
Lăng lính Nam Tư cao 11 mét, trần mái vòm. Có cầu thang dẫn đến lối vào nhà nguyện ở đằng sau 12 thức cột Doric. Một bản kim thạch treo trên nhà nguyện có nội dung: VĚRNOST ZA VĚRNOST - LJUBAV ZA LJUBAV (phần đầu bằng tiếng Séc và có nghĩa là trung thành dành cho lòng trung thành, phần thứ hai bằng tiếng Serbia-Croatia và có nghĩa là tình yêu dành cho tình yêu). Nhà nguyện nằm trên một gò đất nhân tạo, bên trong là thánh địa. Trên lối vào thánh địa ta bắt gặp một chiếc cổng với bức phù điêu bằng sa thạch hình một người phụ nữ để tang, các quốc huy của Nam Tư và Tiệp Khắc. Nơi đây chứa hài cốt của hơn 1100 binh sĩ Nam Tư đã hy sinh trong các bệnh viện quân y Olomouc.

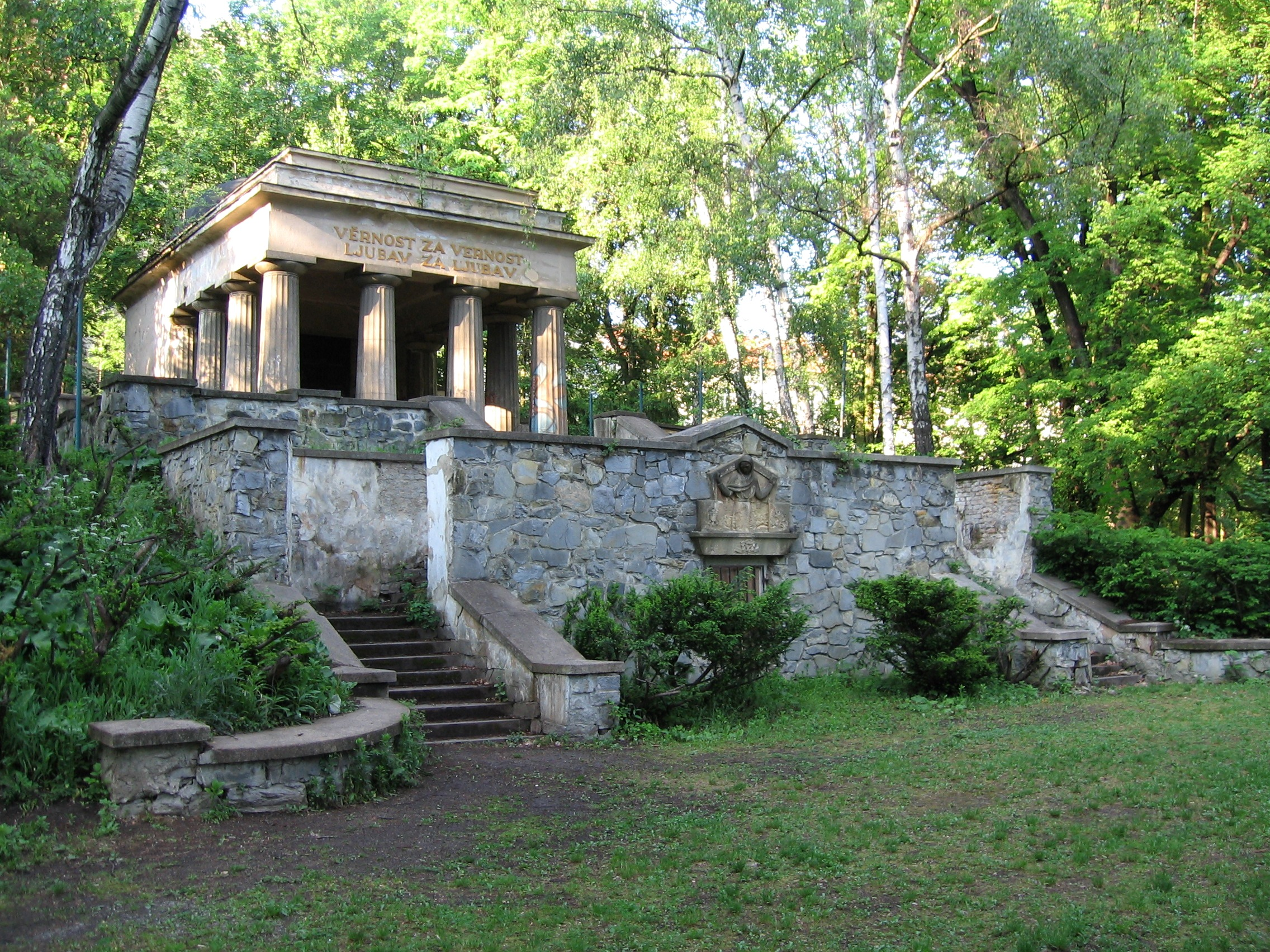
Lăng lính Nam Tư tại Olomouc
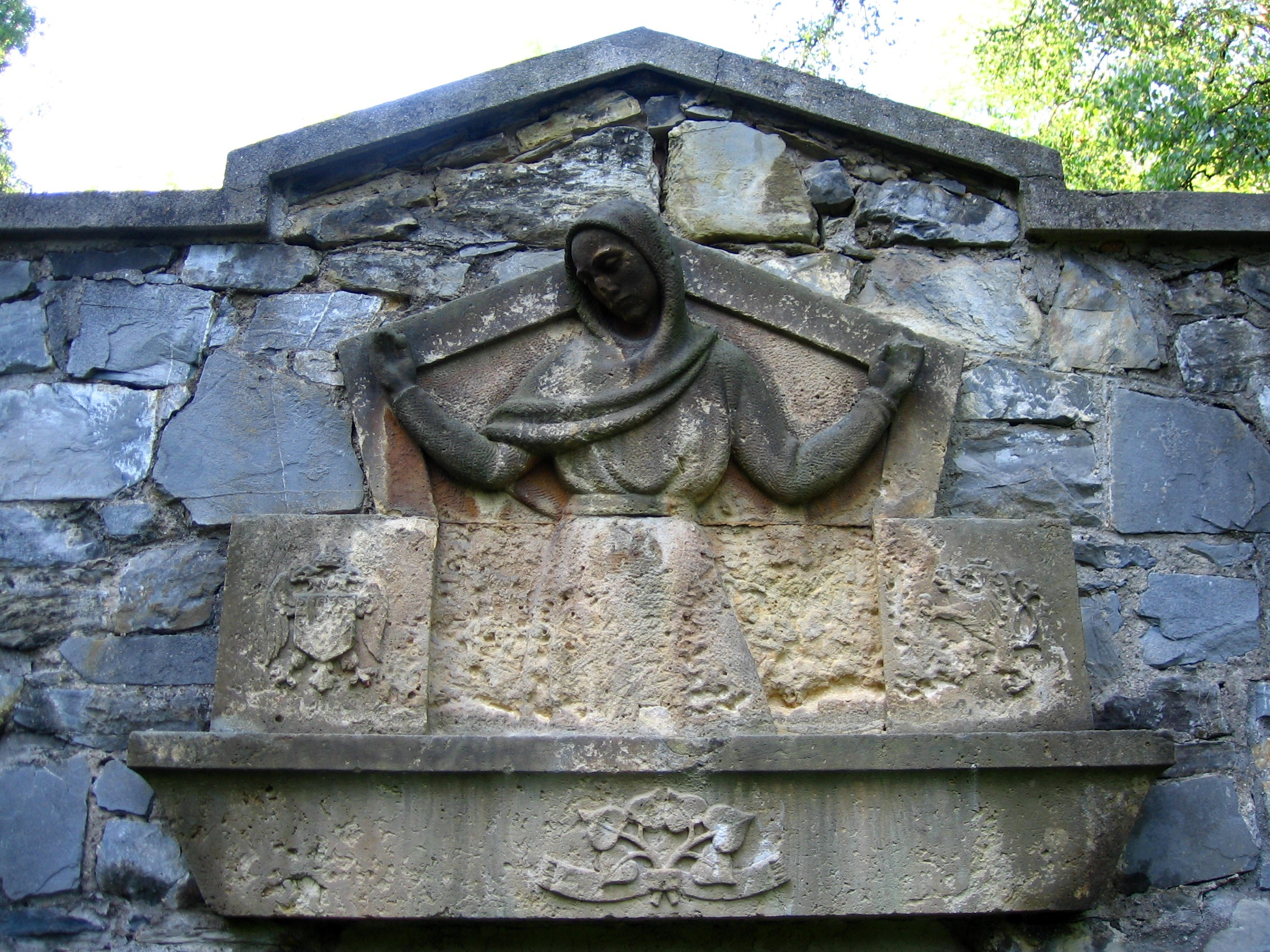
Bức phù điêu bằng sa thạch bị hư hỏng phía trên cổng vào cửa biển
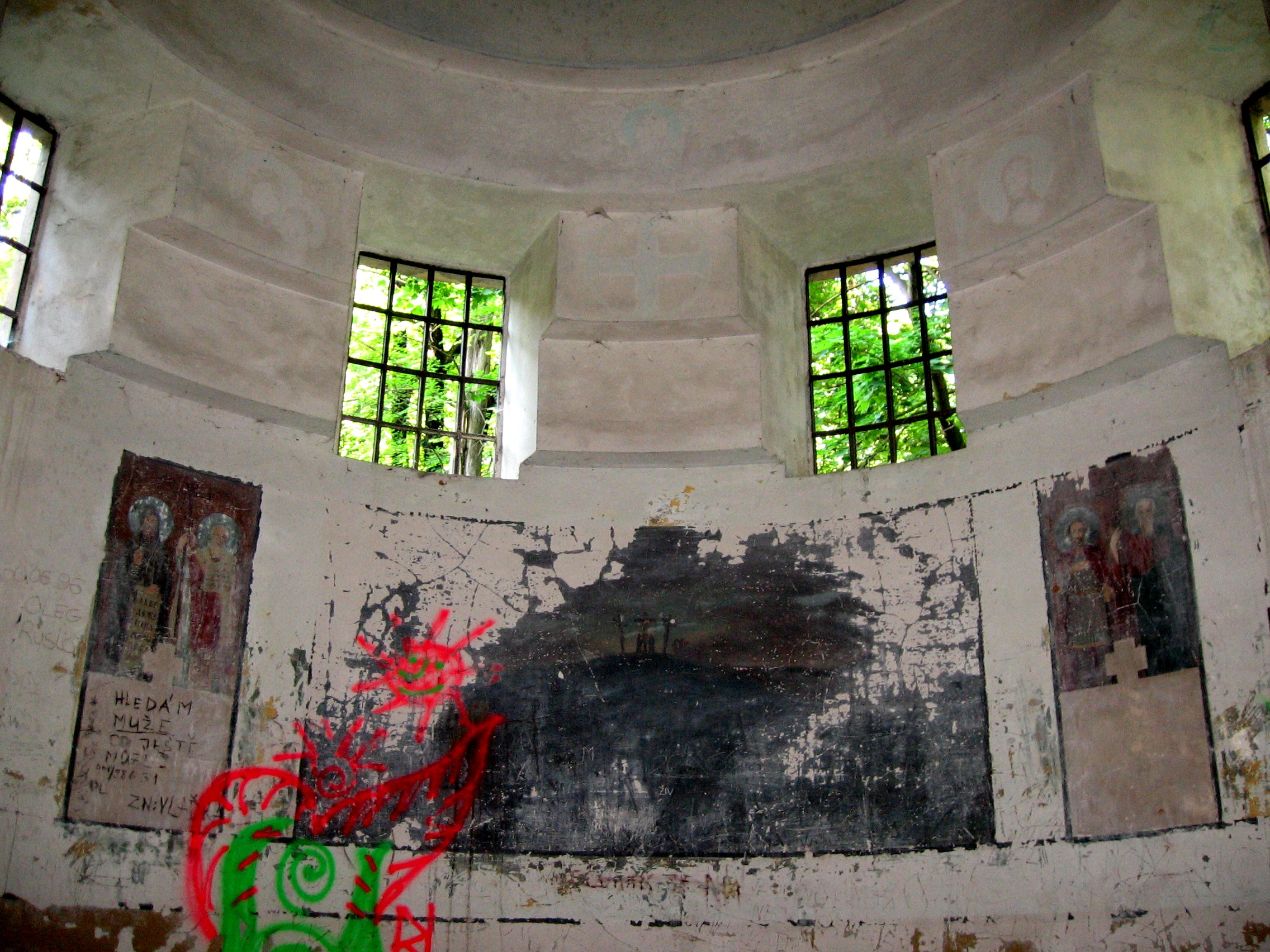
Nội thất của nhà nguyện với những bức bích họa còn sót lại

## Điều kiện và kế hoạch cải tạo
Lăng ngày càng xuống cấp do bị thiên nhiên và con người tàn phá, không mở cửa cho công chúng và khách du lịch tham quan. Cầu thang và hệ thống điện bị hư hỏng nặng nề. Bích họa vẽ các vị thánh theo phong cách Byzantine cũng bị hư hại một phần.
Lối vào nơi để hài cốt từng bị chặn bằng cửa gỗ nhưng những kẻ phá hoại thường xuyên lẻn vào, phá hủy một số quan tài bằng gỗ, đánh cắp một số đầu lâu và xương. Kết quả là người ta đã xây một chiếc cổng to vào năm 1990 để tránh tệ nạn trên. Nhờ đó mà nơi để hài cốt không bị ngập trong trận lụt ở Olomouc năm 1997. Lối vào đã được mở lại vào năm 1998 để đánh giá phạm vi sửa chữa cần thiết và ngăn chặn nấm mốc lây lan nhằm duy tu lại công trình.
Để bắt đầu cải tạo lại, cuộc đàm phán với chủ sở hữu chính thức là Cộng hòa Liên bang Xã hội Chủ nghĩa Nam Tư được tiến hành đầu thập niên 1990, nhưng vào năm 1992 Nam Tư tan rã và đàm phán bị dừng lại.
Năm 2006, một thỏa thuận đã được ký kết với Đại sứ quán Slovenia với tư cách là một trong những quốc gia kế nhiệm Nam Tư. Dự kiến, việc sửa chữa sẽ tiêu tốn 12,5 triệu Koruna Séc, lấy ngân quỹ từ thành phố Olomouc, các Quỹ Công trình Kiến trúc châu Âu và Bộ Văn hóa Séc. Tuy nhiên, dự án đã bị đình chỉ vào cuối 2006 do các vấn đề về quyền tài sản khiến việc yêu cầu tài trợ của châu Âu không thể thực hiện được.